# تفاوت اجتماعي
يشير مصطلح التفاوت الاجتماعي أو عدم المساواة الاجتماعية إلى الحالة الاجتماعية والاقتصادية، في سياق المنافسة والصراع، والتي لا ترتبط بالضرورة مع الملكية الخاصة أو المستعارة للسلع والموارد والمكافآت. وهو وضع اجتماعي تظهر فيه الامتيازات التي تتمتع بها مجموعات محددة دونًا عن غيرها، حيث ينعدم تكافؤ الفرص. يعتمد شكل المساواة الاجتماعية أو عدمها ومضمونها إلى حد كبير على النظام الاجتماعي القائم. وقد شهد التاريخ، من هذه الناحية، تراجعًا من مرحلة المشاعية البدائية إلى مرحلة العبودية . إلا أن مسار التاريخ عاد وتطور فانتقل من مرحلة الإقطاع والاشتراكية. وعلى الرغم من وجود مساواة بين المواطننين إزاء القانون في الدول الرأسمالية بشكل عام، إلا أن المساواة الاقتصادية غير متوافرة بسبب عدم المساواة في توزيع الملكية الفردية بالإضافة إلى وجود دخول لا علاقة لها بالعمل، وافتقار برامج الرفاه الاجتماعية إلى الفعالية.
ويطلق تمييزًا على عملية إعطاء معاملات مختلفة لأشخاص بينهم تفاوت اجتماعي. ويمكن لهذا التمييز أن يكون سلبيًا أو إيجابيًا، بحسب النفع أو الضرر الذي سيلحق بمجموعة معينة. وتثير عملية التفاوت في الدخل الفوارق في الدخل بين الأفراد، في دول مختلفة من العالم. وفي البلد ذاته، يتم قياس عدم المساواة بين الأفراد الأغنياء والفقراء. ويرتبط التفاوت الاقتصادي ارتباطًا وثيقًا ومباشرًا مع توزيع الدخل الناشيء من رأس المال أو الدخل المكتسب على حد سواء.

## نظرة عامة
يتواجد التفاوت الاجتماعي في كل المجتمعات تقريبا. ويتحدد شكل التفاوت الاجتماعي وفق طيف من العوامل الهيكلية، مثل الموقع الجغرافي، أو وضع المواطنة، وكثيرا ما ترتكز على الخطاب الثقافي والهويات التي تحدد، على سبيل المثال، ما إذا كان الفقراء مستحقين أو غير مستحقين. يقل التفاوت الاجتماعي في المجتمعات البسيطة التي يملك أفرادها القليل من الأدوار الاجتماعية. ففي المجتمعات القبلية، مثلا، يحصل القائد أو شيخ القبيلة على بعض الامتيازات، ويستخدم بعض الأدوات، أو يرتدي ما يدل على تميزه عن الآخرين، لكن حياة شيخ القبيلة اليومية لا تختلف كثيرا عن الحياة اليومية لأي فرد آخر في القبيلة. يُعرِّف الأنثروبولوجيون مثل هذه الثقافات عالية المساواتية بالمتمركزة على القرابة، وهو ما يجعلهم يقدرون التناغم الاجتماعي على الثروة أو المكانة. تتعارض هذه الثقافات مع الأخرى المادية التي يقدر أفرادها المكانة والثروة بشكل أكبر، ويشيع فيها التنافس والصراع. قد تعمل الثقافات المتمركزة على القرابة على منع التراتبيات الاجتماعية من التطور لاعتقادهم بأنها قد تؤدي إلى الصراع والزعزعة. في يومنا هذا، يعيش معظمنا في مجتمعات أكثر تعقيدا من تلك المجتمعات البسيطة. وبزيادة التعقيد الاجتماعي، يميل التفاوت إلى الازدياد وبصحبته زيادة الفجوة بين الأكثر فقرا وأغنى أفراد المجتمع.
يمكن تصنيف التفاوت الاجتماعي وفقا للمجتمعات المساواتية، المجتمعات التراتبية، والمجتمعات الطبقية. المجتمعات المساواتية هي تلك التي تدعو إلى المساواة الاجتماعية من خلال تساوي الفرص والحقوق، ومن ثم فهي تمنع التمييز. ولا يتم النظر فيها إلى أصحاب المهارات المتميزة على أنهم أعلى من البقية. كما أن القادة لا يملكون القوة بل النفوذ. تنطوي عادات ومعتقدات المجتمع المساواتي على التشارك والتقاسم بشكل متساو. وبتعبير أبسط، ليس هناك طبقات.
المجتمعات التراتبية تكون في الغالب مجتمعات زراعية تنقسم هرميا بدءا من القائد الذي يُرى على أنه صاحب المكانة في المجتمع. ففي هذا المجتمعات، يتجمع الناس وفقا للمكانة والهيبة وليس فقط بما يملكونه من قوة وموارد. ويكون القائد هو أكثر الأفراد نفوذا، متبوعا بعائلته وأقربائه، ويقل النفوذ بالابتعاد في القرابة عنه. أما المجتمعات الطبقية فهي التي تنقسم فيها طبقاتها العليا، الوسطى، الدنيا بشكل أفقي. وينطوي التصنيف في هذه المجتمعات على الثروة، القوة، والهيبة. وتتكون طبقتها العليا في معظمها من القادة وأكثر أفراد المجتمع نفوذا. يمكن للأفراد في هذا المجتمع أن ينتقلوا من طبقة لأخرى. كما تقبل المكانة الاجتماعية التوريث من جيل للذي يليه.